# Tommy Docherty
Thomas Henderson Docherty más conocido como Tommy Docherty (Glasgow, Escocia, 24 de abril de 1928-31 de diciembre de 2020) fue un futbolista y entrenador británico, que jugaba de defensa y militó en diversos clubes de Escocia e Inglaterra.

## Selección nacional
Con la Selección de fútbol de Escocia, disputó 25 partidos internacionales y anotó solamente un gol. Incluso participó con la selección escocesa en dos ediciones de la Copa Mundial en Suiza 1954 y Suecia 1958.

### Participaciones en Copas del Mundo
| Mundial                        | Sede   | Resultado    |
| ------------------------------ | ------ | ------------ |
| Copa Mundial de Fútbol de 1954 | Suiza  | Primera Fase |
| Copa Mundial de Fútbol de 1958 | Suecia | Primera Fase |

## Clubes

### Jugador
| Club              | País       | Año       |
| ----------------- | ---------- | --------- |
| Celtic            | Escocia    | 1947-1949 |
| Preston North End | Inglaterra | 1949-1958 |
| Arsenal           | Inglaterra | 1958-1961 |
| Chelsea           | Inglaterra | 1961-1962 |

### Entrenador
| Periodo   | Club                       |
| --------- | -------------------------- |
| 1961–1967 | Chelsea FC                 |
| 1967–1968 | Rotherham United FC        |
| 1968      | QPR                        |
| 1968–1970 | Aston Villa FC             |
| 1970–1971 | FC Porto                   |
| 1971–1972 | Escocia                    |
| 1972–1977 | Manchester United FC       |
| 1977–1979 | Derby County FC            |
| 1979–1980 | QPR                        |
| 1981      | Sydney Olympic FC          |
| 1981      | Preston North End FC       |
| 1982–1983 | South Melbourne FC         |
| 1983      | Sydney Olympic FC          |
| 1984–1985 | Wolverhampton Wanderers FC |
| 1987–1988 | Altrincham FC              |